# Famille Ephrussi
Pour les articles homonymes, voir Ephrussi.

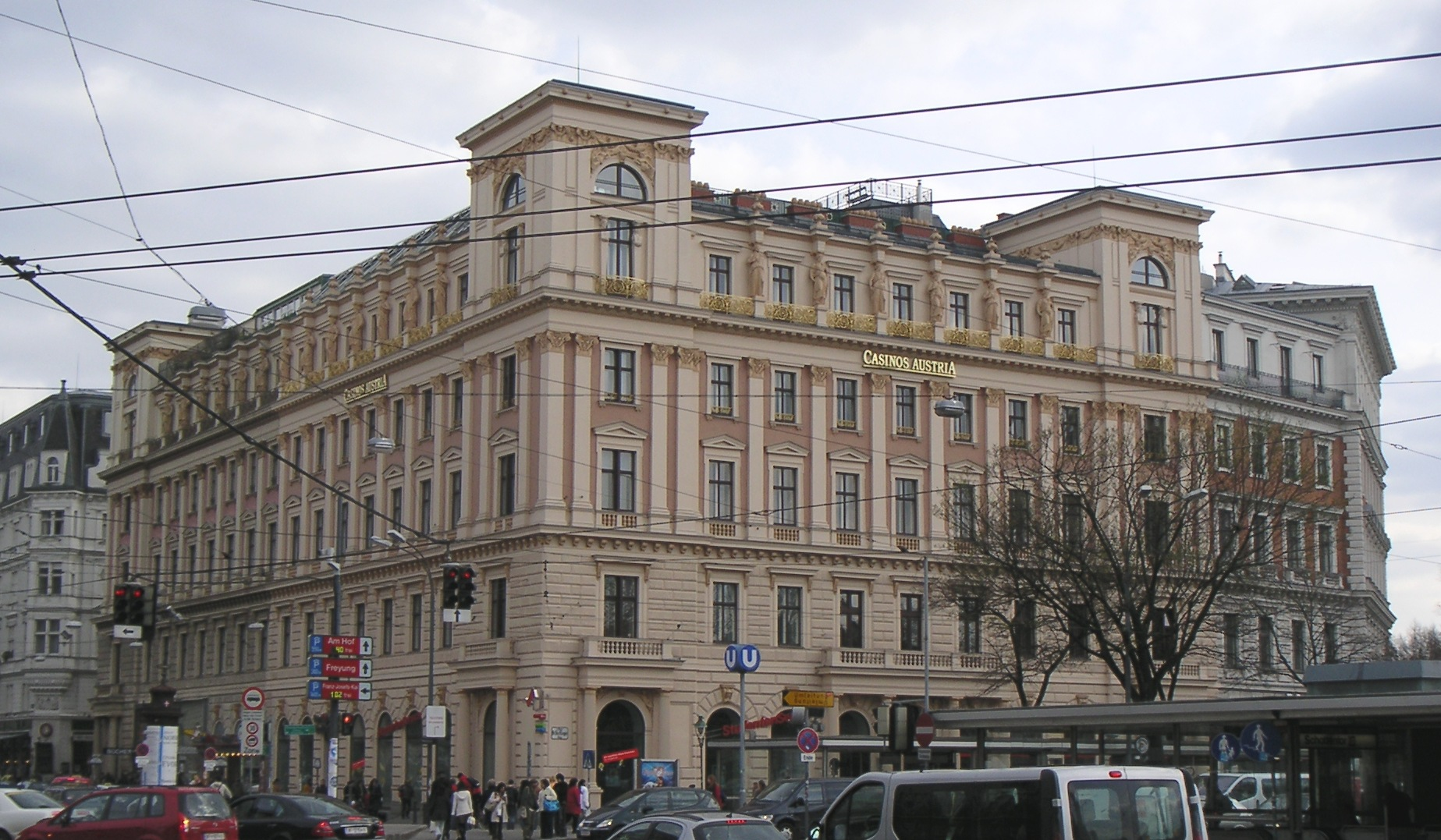
Palais Ephrussi à Vienne.

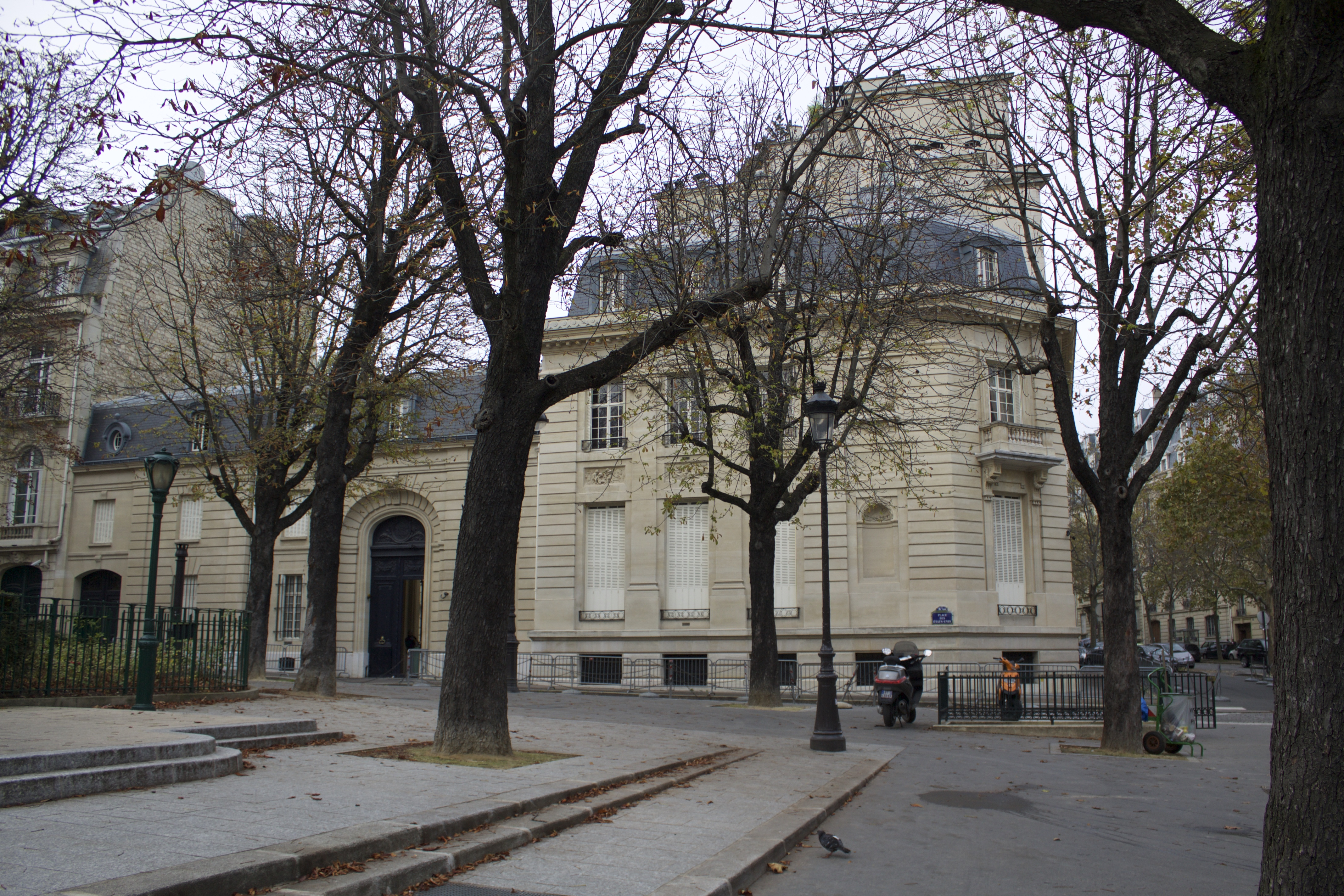
Hôtel Ephrussi à Paris.

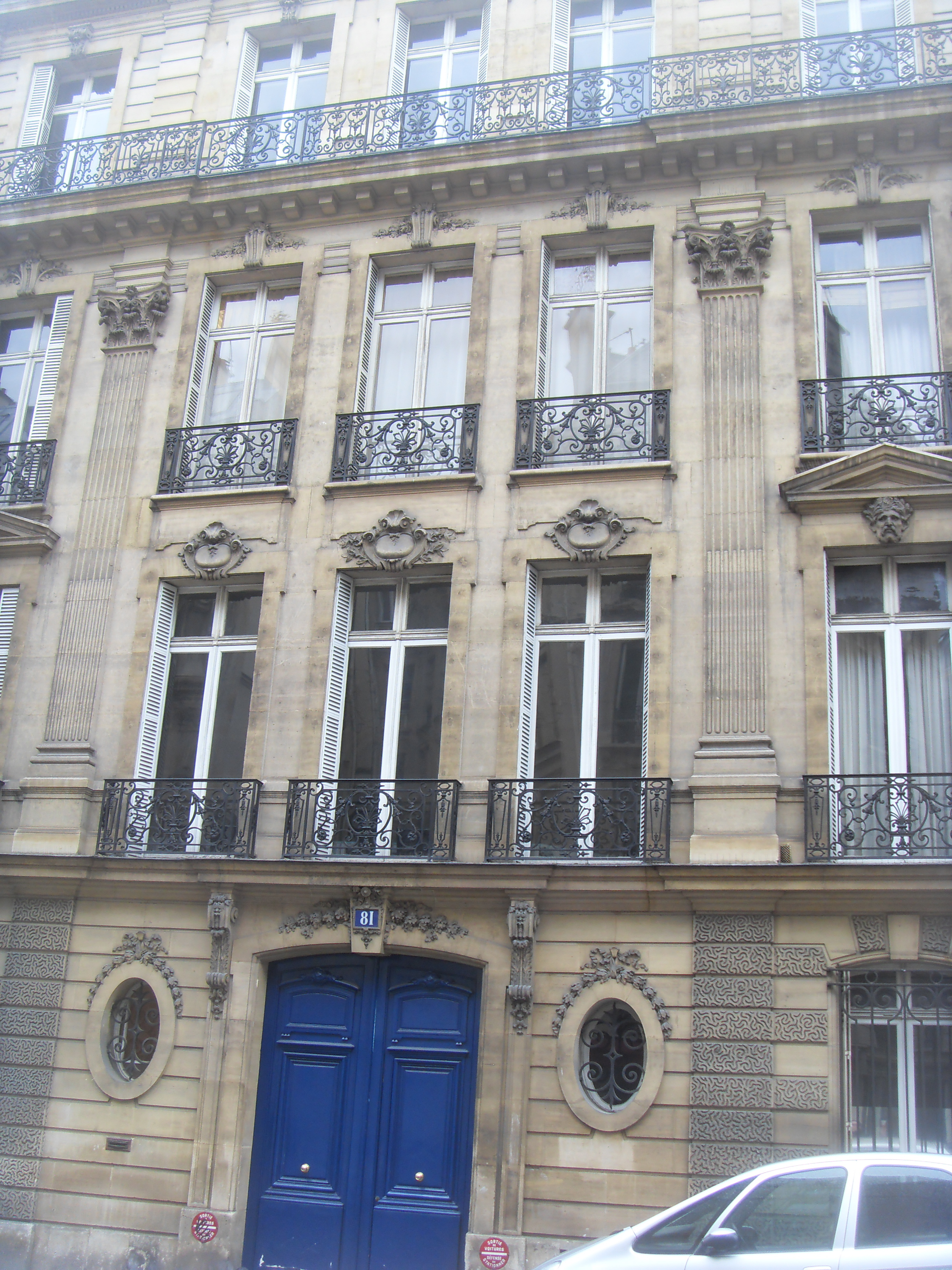
81, rue de Monceau.

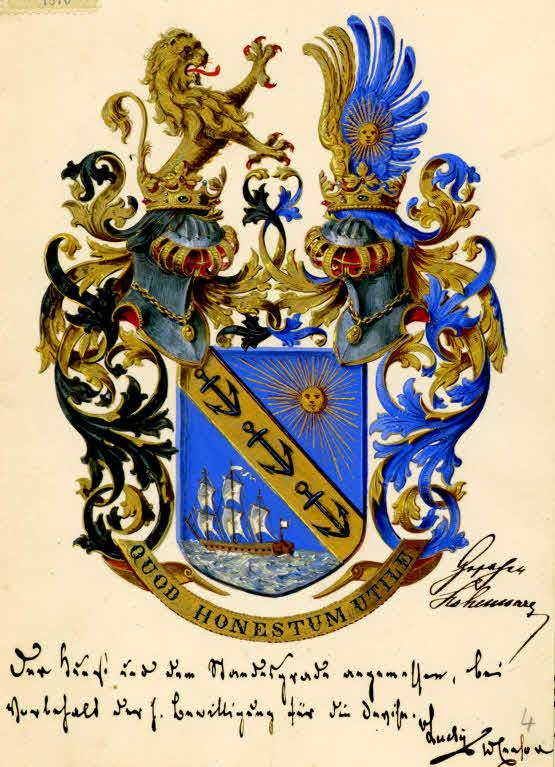
Armoiries de la famille Ephrussi.

La famille Ephrussi est une famille de banquiers juifs originaires d'Odessa (alors dans l'Empire russe, aujourd'hui Ukraine), établis à Paris (dans les années 1865-1870) et à Vienne (Autriche).
L'ancêtre Charles Joachim (1792-1864) bâtit la fortune de sa famille sur le commerce des grains. Il ne quitte Odessa où sont nés ses six enfants ainsi que les six petits-enfants de son premier mariage, que pour mourir à Vienne.
La génération suivante s'installe à Vienne (Autriche-Hongrie), continue à prospérer et Ignaz von Ephrussi fonde à Vienne, en 1856, la banque Ephrussi. C'est à Vienne qu'est construit le palais Ephrussi. Lorsque les succursales de Paris et de Londres sont ouvertes, une vingtaine d'années plus tard, des membres de la famille sont envoyés à l'étranger pour les diriger.

## Biographies

### Ignace Ephrussi
Ignace Ephrussi est né le 15 mars 1848 à Odessa (Empire russe) et mort le 1er décembre 1908 à Paris 16e.
Mort célibataire, il n'a semble-t-il exercé aucune activité professionnelle, comme son frère Charles Ephrussi ; bon vivant, amateur de femmes, bon fils, bon ami, il semble surtout avoir profité de la vie et de sa fortune.
Son décès en 1908 est déclaré par le consul de Russie (Serge Zarine) qui le dit domicilié en Russie.
À Paris il réside avec son frère (mort en 1905) dans l'hôtel familial du 81, rue de Monceau, puis, après la mort de leur mère (1888) les deux hommes déménagèrent en octobre 1891 au 11 avenue d'Iéna.

## Généalogie
Charles Joachim Ephrussi (Odessa, 1792 - Vienne, 1864)
```
x (1) Bella Löwensohn
│  │
│  ├──> 
Léon Ephrussi
 (? - Paris, 1877)
│  │    x Minna Landau (Brody, 1824 - Paris, 1888)
│  │    │
│  │    ├──>  
Jules
 (Odessa, 1846 - Paris, 1915)
│  │    │     x (1876) 
Fanny
 Françoise Dorothée von Pfeiffer (Vienne 1852 - Paris, 1915)
│  │    │     
sans postérité

│  │    │
│  │    ├──>  
Ignace
 (Odessa, 1848 - Paris, 1908)
│  │    │     
sans alliance - sans postérité

│  │    │
│  │    ├──>  
Charles
 (Odessa, 1849 - Paris, 1905)
│  │    │     
sans alliance - sans postérité

│  │    │
│  │    └──>  Betty (Odessa, 1852 - Paris, 1873)
│  │          Maximilien Edouard Hirsch Kann (Francfort-sur-le-Main, 1842 - Vevey, 1901)
│  │          │
│  │          └──>  Fanny Thérèse Kann (Anvers, 1870 - Neuilly-sur-Seine, 1917)
│  │                x (1891) 
Théodore Reinach
 (Saint-Germain-en-Laye, 1860 - Paris, 1928)
│  │                  
dont postérité

│  │
│  │
│  └──> 
Ignaz von Ephrussi
 (Odessa, 1829 - Vienne, 1899)
│       x (1855) Émilie Porgès (Vienne, 1836 - Vichy, 1900)
│       │
│       ├──> 
Viktor Ritter von Ephrussi
 (Odessa, 1860 - Tunbridge, 1945)
│       │    x (1899) Emmy Henriette Schey von Koromla (Linz, 1879 - Kövecses (Tchécoslovaquie), 1938)
│       │    │
│       │    ├──> Elisabeth (1899 - 2001)             
│       │    │    x (1928) Henri de Waal  (Amsterdam, 1893 - ?)
│       │    │      
dont postérité

│       │    │
│       │    ├──> Gisela (1904 - 1985)
│       │    │    x (1925) Alfredo Bauer
│       │    │      
dont postérité

│       │    │
│       │    ├──> 
Ignaz
 (1906 - 1994)
│       │    │
│       │    └──> 
Rudolf
 (1918 - 1971)
│       │
│       ├──> 
Stephan
 (c. 1856 - c. 1911)
│       │
│       └──> Anna (Odessa, 1859 - Vienne, 1938)                
│            x Herz von Hertenfried
│
│
x (2) Henriette Halperson (1822 - Vienne, 1888)
   │
   ├──> 
Michel Ephrussi
 
(en)
 (Odessa, 1845 - Paris, 1914)
   │    x (1872) Amélie Wilhelmine 
Liliane
 Baer (Bruxelles, 1850 - Paris, 1924)
   │    │
   │    ├──> Louise Nadine (Paris, 1873 - 1888)
   │    │
   │    ├──> 
Louis Alexandre
 (Paris, 1878 - 1880)
   │    │
   │    └──> 
Marie Juliette 
May
 (Paris, 1880 - Vaux-le-Pénil, 1964)
   │         x (1901) Ferdinand de Faucigny-Lucinge (Creuzier-le-Neuf, 1868 - Saint-Mandé, 1928)
   │           
dont postérité

   │
   ├──> 
Maurice Ephrussi
 (Odessa, 1849 - Paris, 1916)
   │    x (1883) Charlotte 
Béatrice de Rothschild
 (Paris, 1864 - Davos, 1934)
   │      
sans postérité
   
   │
   ├──> Thérèse 
Bacha
 Prascovie (Odessa, 1851 - Paris, 1911)
   │    x (1875) Léon 
Fould
 (Paris, 1839 - Paris, 1924)
   │      
dont postérité

   │
   └──> Marie 
Macha
 (Odessa, 1853 - Paris, 1924)
        x Guy Maurice de Percin (Saint-Louis du Sénégal, 1850 - Paris, 1916)
          
dont postérité
```

## Pour approfondir